# Sandra De Preter
Sandra De Preter (Brugge, 27 maart 1962) is een Belgisch bedrijfsleider in de mediasector. Van 2010 tot 2014 was ze gedelegeerd bestuurder van de Vlaamse Radio- en Televisieomroeporganisatie (VRT).

## Levensloop
Na het behalen van het diploma handels- en bedrijfseconomisch ingenieur aan de Katholieke Universiteit Leuven trad Sandra De Preter opeenvolgend in dienst bij British American Tobacco, Delacre en Barry-Callebaut. In 1998 maakte ze de overstap naar Sanoma Magazines, waar ze publishing director was en in 2006 korte tijd CEO ad interim. Bij Sanoma werkte ze onder leiding van Aimé Van Hecke, voordien directeur televisie bij de VRT.
In juli 2010 werd ze benoemd tot gedelegeerd bestuurder van de VRT in opvolging van Dirk Wauters. Tijdens de overgangsperiode nam Piet Van Roe die functie waar. Ze was hiermee de eerste vrouwelijk CEO van de Vlaamse openbare omroep. Vanaf het najaar van 2013 was De Preter afwezig wegens een hersentumor. In januari 2014 werd ze ad interim opgevolgd door Willy Wijnants. Eind oktober 2014 gaf ze de fakkel door aan Leo Hellemans.
De Preter bekleedt anno 2021 bestuursfuncties bij Rode Kruis-Vlaanderen.